# Odolin
Odolin – część wsi Ernestynów w Polsce położona w województwie łódzkim, w powiecie kutnowskim, w gminie Bedlno.
W latach 1954–1956 wieś należała i była siedzibą władz gromady Odolin, po przeniesieniu siedziby w gromadzie Załusin. W latach 1975–1998 Odolin należał administracyjnie do województwa płockiego.